# Budapest Pont
A Budapest Pont egy kulturális-közösségi tér a belvárosi Királyi Pál utcában, Pest egykori városfalának tövében.

## Helyszín és koncepció
A Budapest Pontnak az 1839-ben épült, eklektikus Szupp-ház pincéje ad otthont, bejárata a ház kapuja melletti irodahelyiségben található. Önmeghatározását tekintve a hely sokoldalú, nyílt befogadótér. A Budapest Pont missziójának egyik kulcsszava a hozzáférhetőség.
Ennek égisze alatt számos tevékenységnek ad teret:
- Ismeretterjesztő előadások, amelyek a kortárs tudomány színvonalán szólnak, mégis közérthetően, az egyetemi közegen kívül esőknek is befogadható módon
- Terep civil szervezetek számára, hogy bemutathassák munkájukat, projektjeiket, népszerűsíthessék az önkéntességet
- Kortárs művészeti galéria, ahol a hangsúly a pályakezdő művészek bemutatásán, illetve a szélesebb rétegek számára is befogadható kiállításrendezéssel való kísérletezésen van
- Eklektikus kulturális rendezvények: filmklubok, koncertek, színházi estek

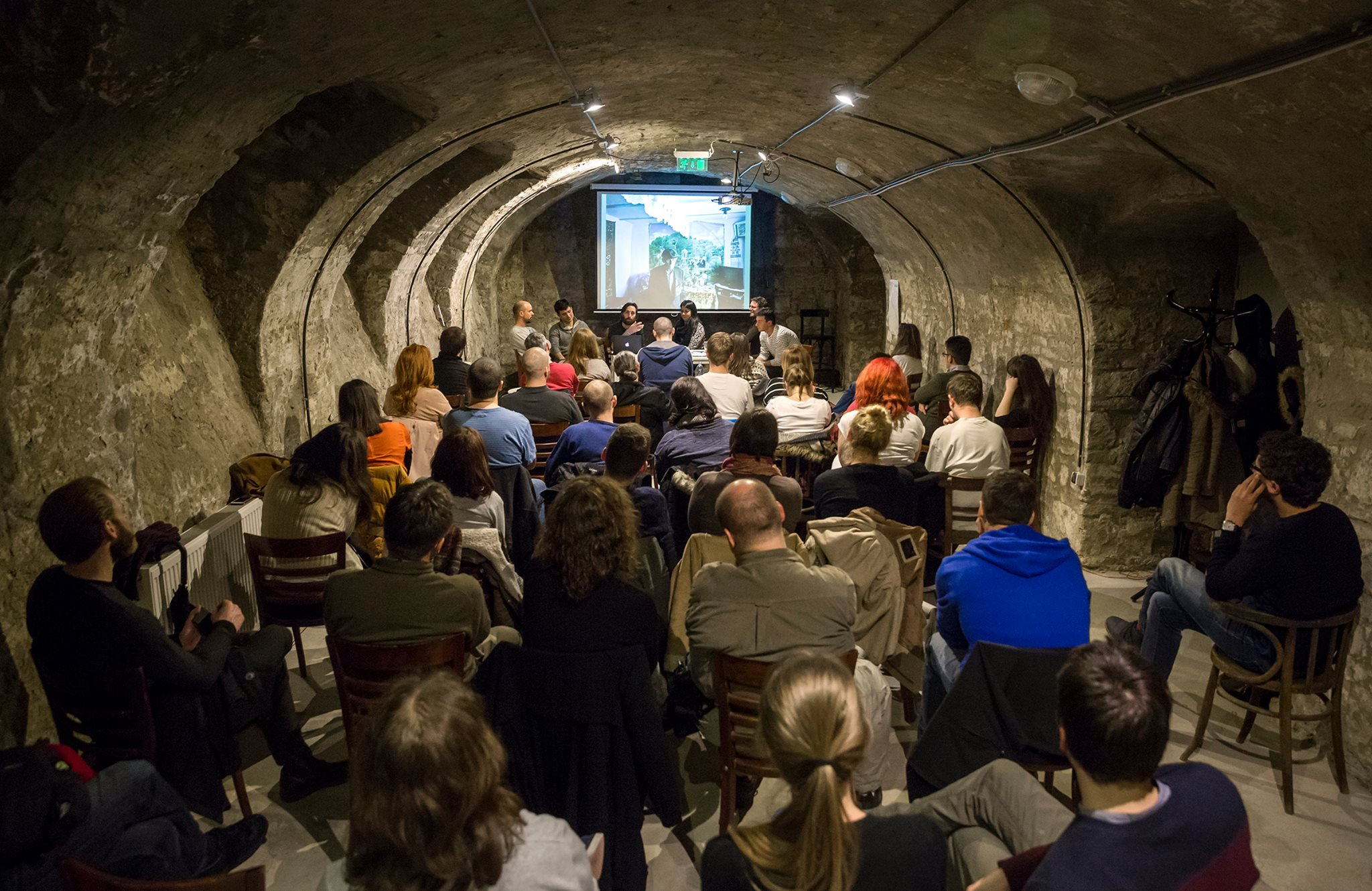
előadás a Budapest Pontban
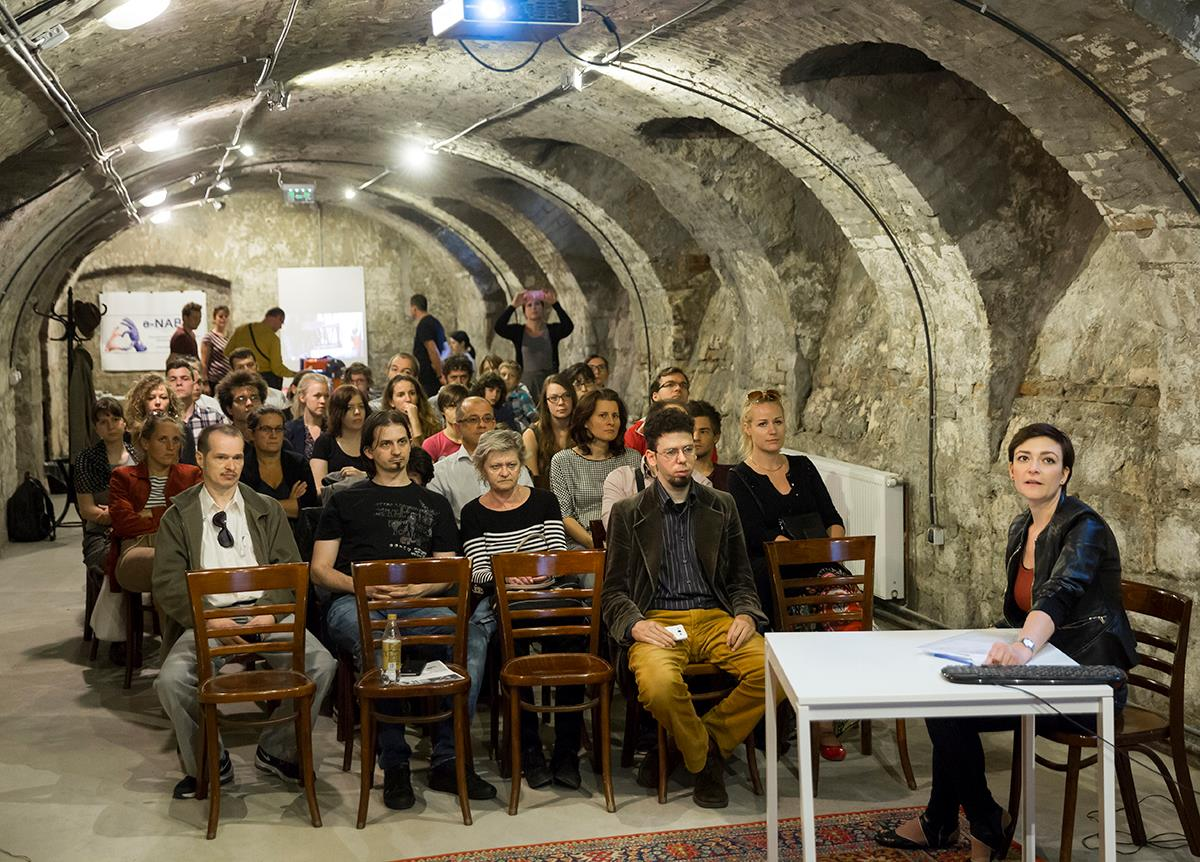
előadás a Design Hét keretében a Budapest Pontban
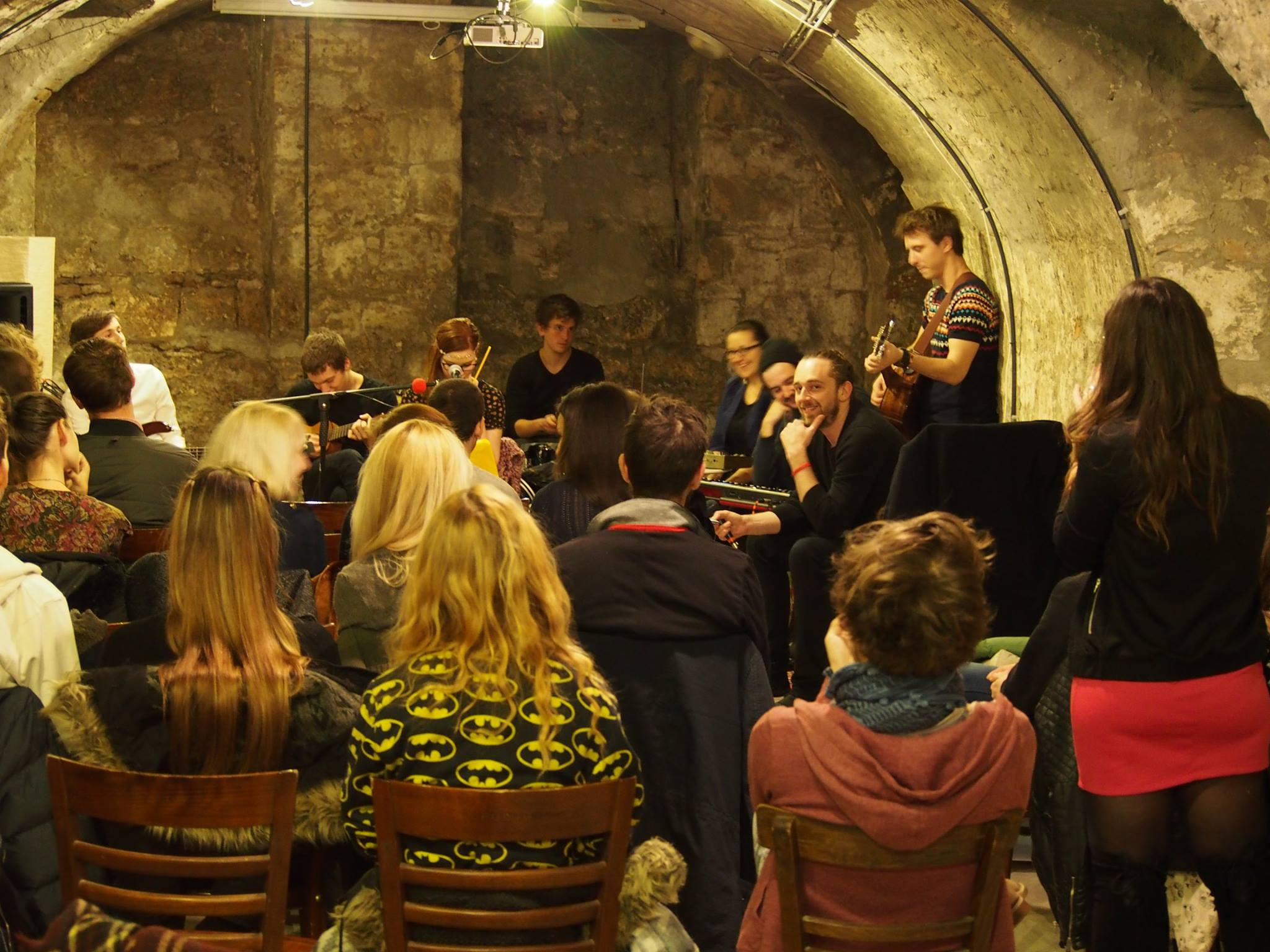
koncert a Budapest Pontban
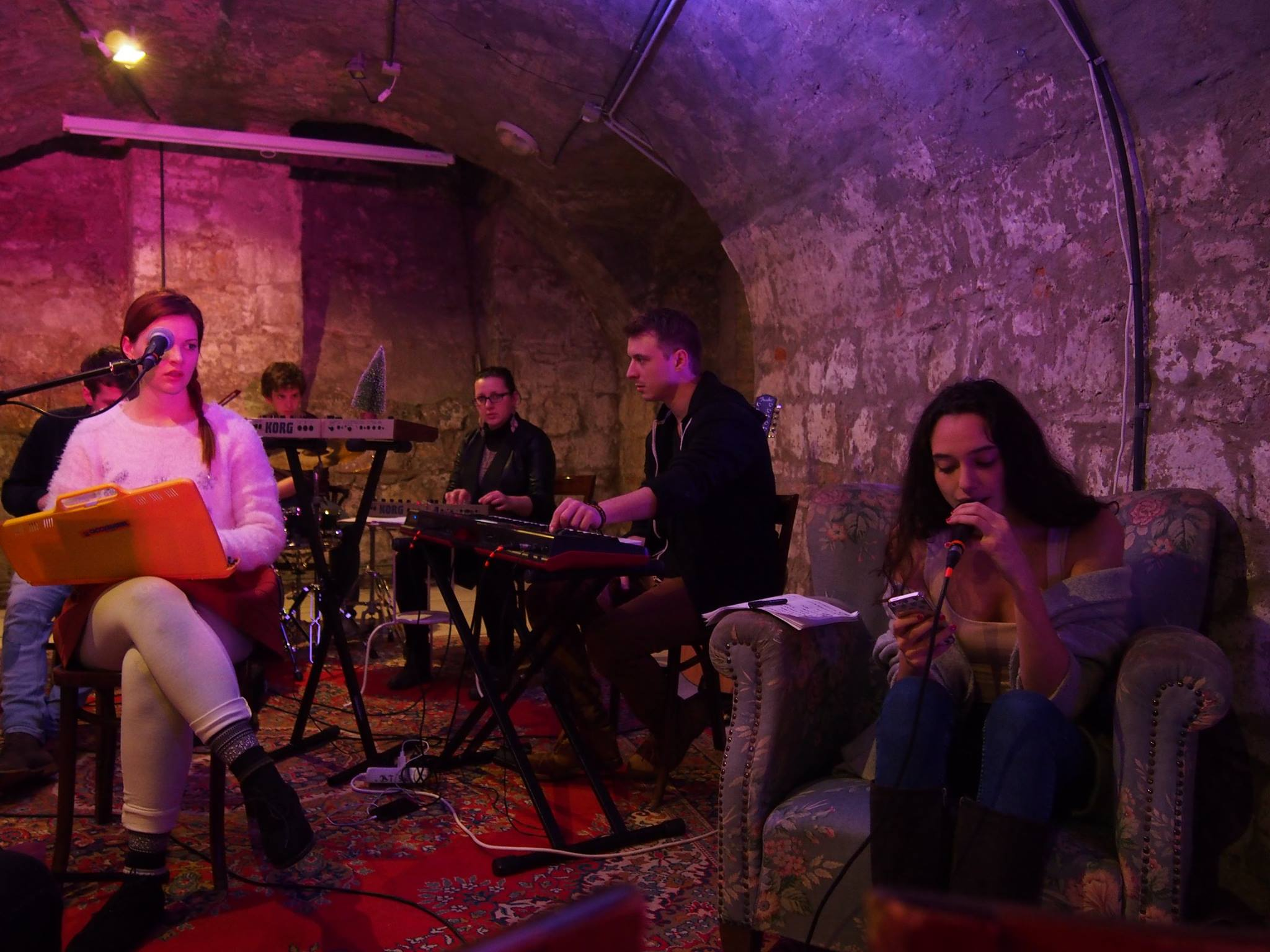
koncert a Budapest Pontban
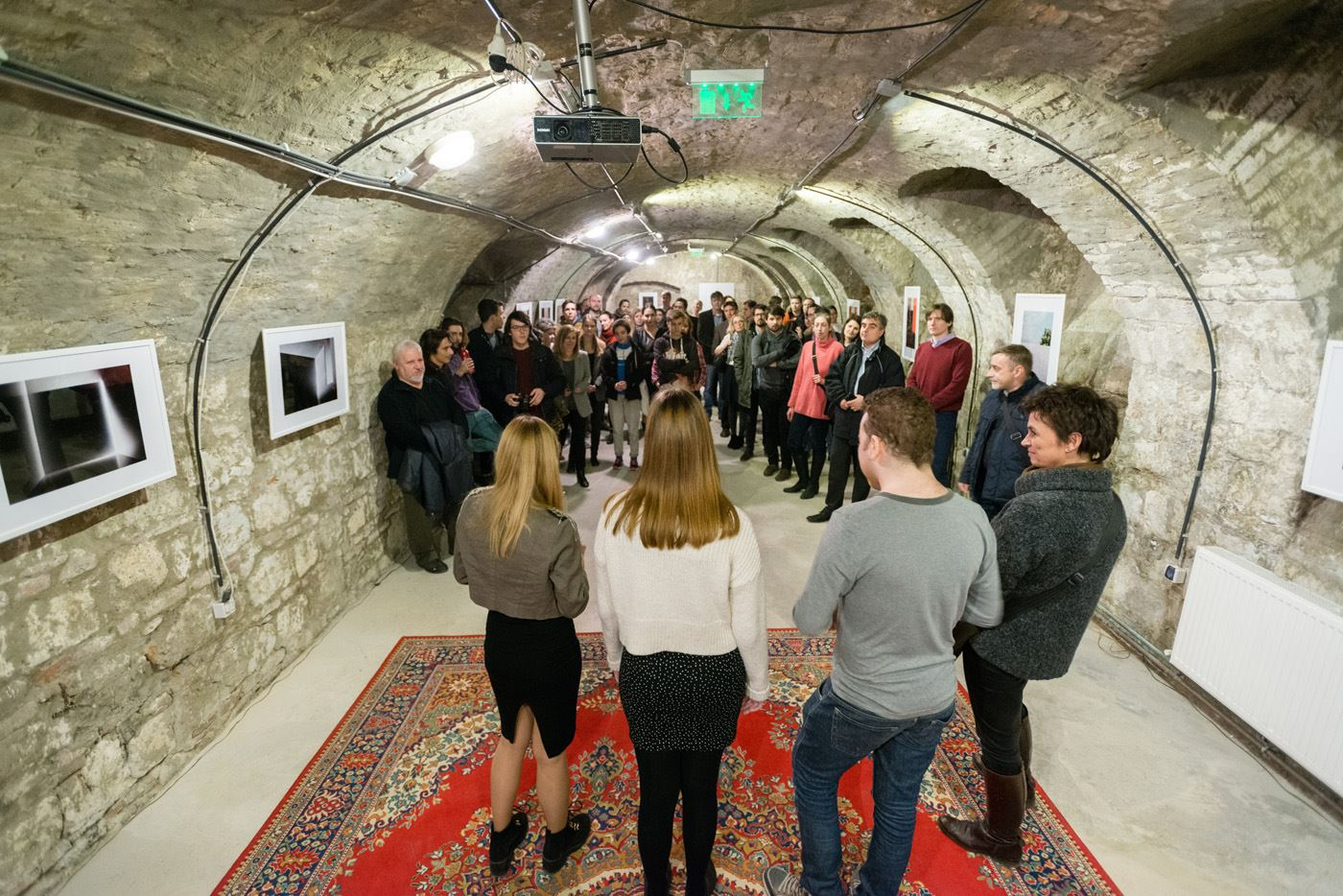
kiállításmegnyitó a Budapest Pontban
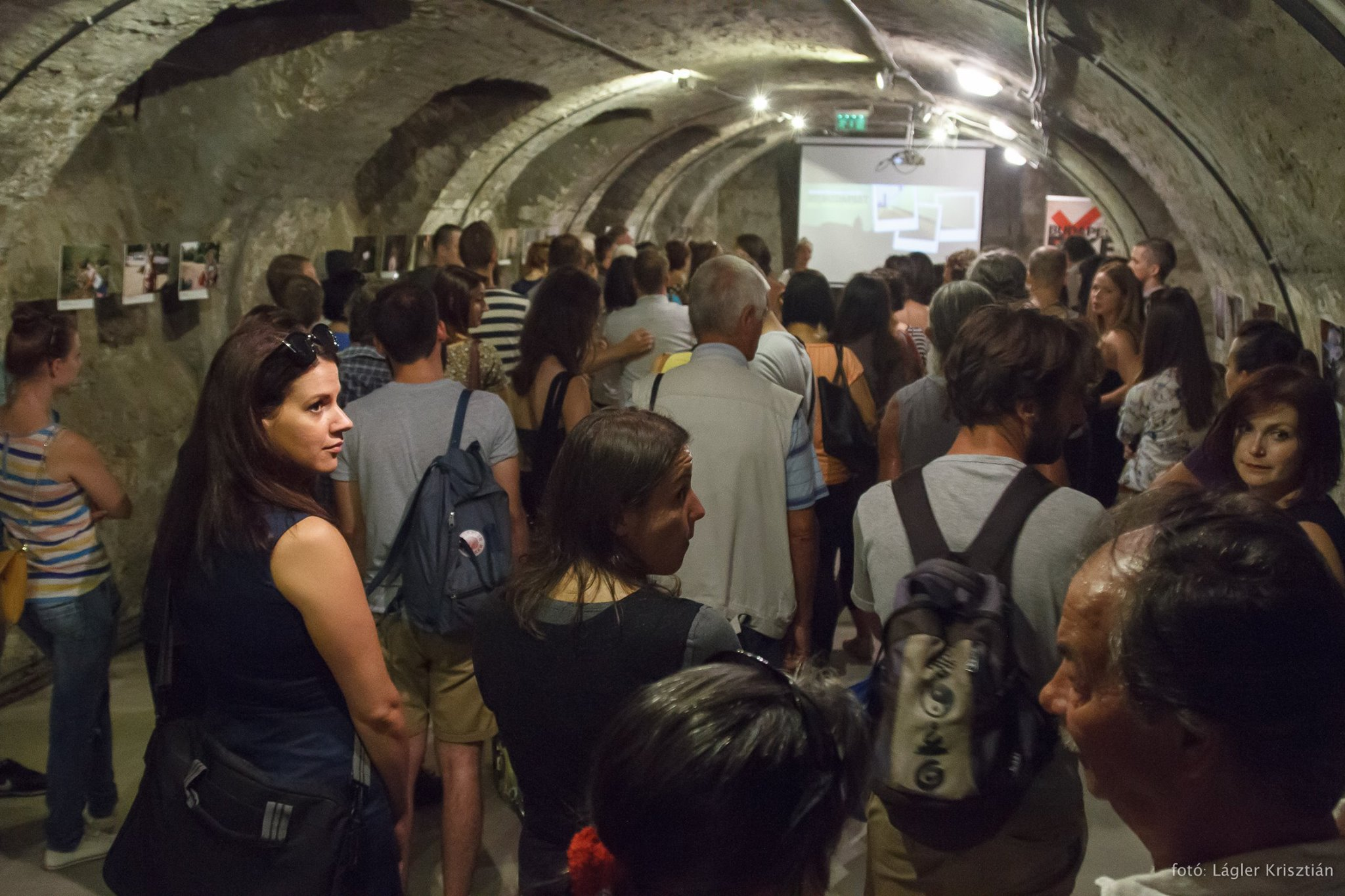
kiállításmegnyitó a Budapest Pontban
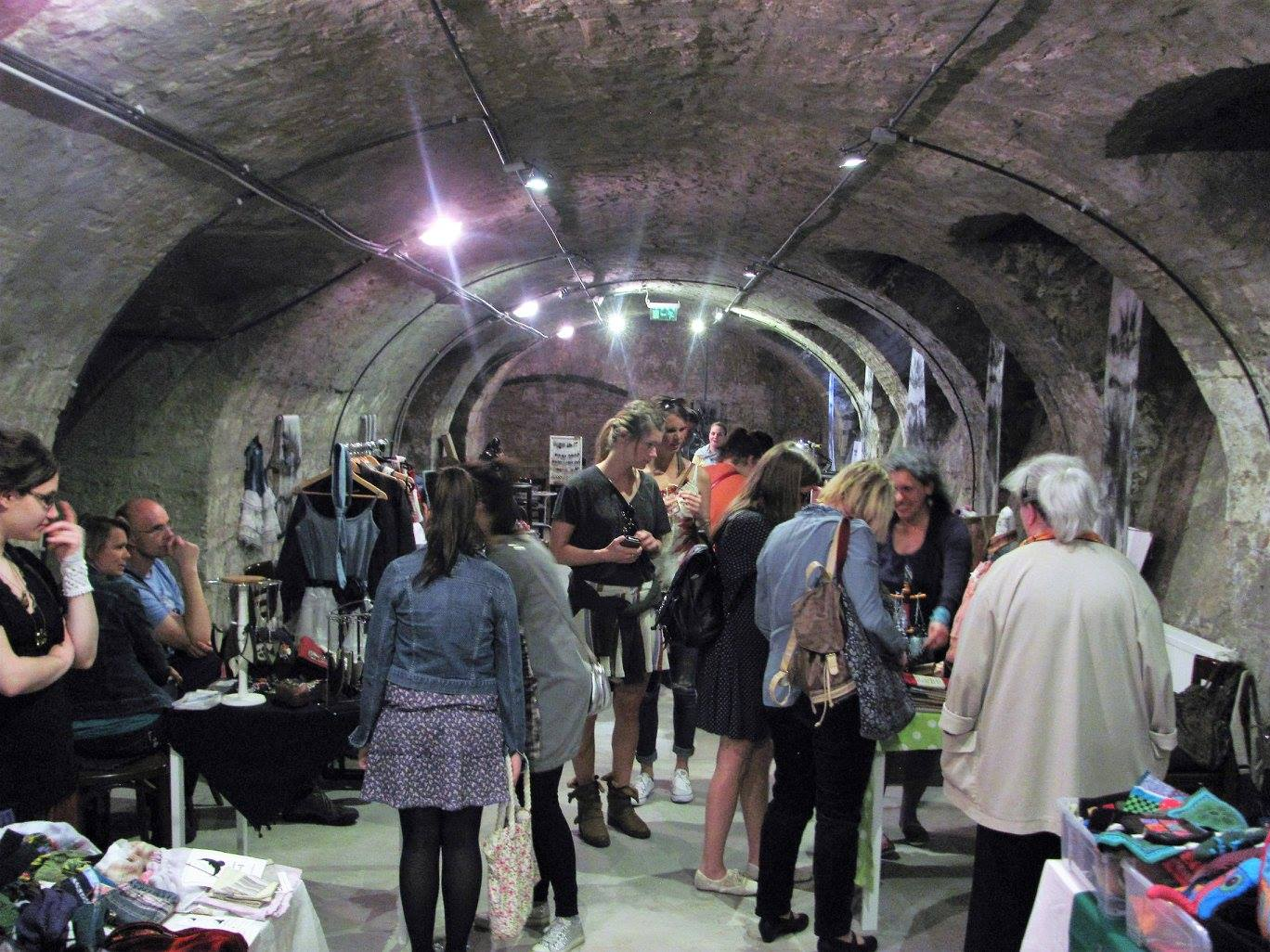
ökodesign vásár a Budapest Pontban

## Megközelítése
A Budapest Pont legkönnyebben a Kálvin tértől érhető el, ahova a 3-as és 4-es metróval, a 47-es, 48-as, 49-es villamossal, valamint a 9-es, és 15-ös buszokkal lehet eljutni. Pár perc sétával megközelíthető továbbá a Fővám tértől és a Ferenciek terétől.

## Külső hivatkozások
- A Budapest Pont honlapja (utolsó bejegyzés: 2017. június 8.)
- A Budapest Pont Galéria Tumblr-oldala Archiválva 2016. október 12-i dátummal a Wayback Machine-ben (kiállítások képei 2016-ból)
- A Budapest Pont a WeLoveBudapest oldalán
- Budapest Pont Galéria a Kiállítótérképen